# Cyphorhinus
Genre
Cyphorhinus est un genre de passereaux de la famille des Troglodytidae. Il se trouve à l'état naturel dans le Nord de l'Amérique du Sud,, et en Amérique centrale.

## Liste des espèces
Selon la classification de référence du Congrès ornithologique international (version 8.1, 2018) :
- Cyphorhinus arada (Hermann, 1783) — Troglodyte arada
  - Cyphorhinus arada arada (Hermann,, 1783)
  - Cyphorhinus arada griseolateralis Ridgway, 1888
  - Cyphorhinus arada interpositus (Todd, 1932)
  - Cyphorhinus arada modulator (d'Orbigny, 1838)
  - Cyphorhinus arada salvini Sharpe, 1882
  - Cyphorhinus arada transfluvialis (Todd, 1932)
- Cyphorhinus phaeocephalus Sclater, PL, 1860 — Troglodyte chanteur
  - Cyphorhinus phaeocephalus chocoanus (Meyer de Schauensee, 1946)
  - Cyphorhinus phaeocephalus lawrencii Lawrence, 1863
  - Cyphorhinus phaeocephalus phaeocephalus Sclater, PL, 1860
  - Cyphorhinus phaeocephalus propinquus (Todd, 1919)
  - Cyphorhinus phaeocephalus richardsoni Salvin, 1893
- Cyphorhinus thoracicus Tschudi, 1844 — Troglodyte ferrugineux
  - Cyphorhinus thoracicus dichrous Sclater, PL & Salvin, 1879
  - Cyphorhinus thoracicus thoracicus Tschudi, 1844